# Kirnbergsee (Landschaftsschutzgebiet)
Das Gebiet Kirnbergsee ist ein vom Landratsamt Donaueschingen am 28. November 1960 durch Verordnung ausgewiesenes Landschaftsschutzgebiet auf dem Gebiet der Stadt Bräunlingen.

## Lage
Das Schutzgebiet liegt ca. 2 km westlich des Stadtteils Waldhausen und unmittelbar südöstlich des Stadtteils Unterbränd im Tal des Brändbachs an der Naturraumgrenze des Alb-Wutach-Gebiets zum Südöstlichen Schwarzwald. Der Campingplatz am Nordufer des Sees ist vom Landschaftsschutzgebiet ausgenommen.

## Landschaftscharakter
Im Zentrum des Schutzgebiets liegt der Kirnbergsee, der Stausee der Brändbachtalsperre. Dieser ist von einem schmalen Gehölzgürtel umgeben, an den wiederum Wiesen und Äcker anschließen. Im Nordwesten befindet sich oberhalb des Staudamms die Burgruine Kirnberg. Im Süden durchquert die K 5783 das Gebiet.

## Zusammenhängende Schutzgebiete
Das Gebiet gehört teilweise zum FFH-Gebiet Baar, Eschach und Südostschwarzwald und liegt im Vogelschutzgebiet Baar sowie im Naturpark Südschwarzwald.